# Пущин Іван Іванович

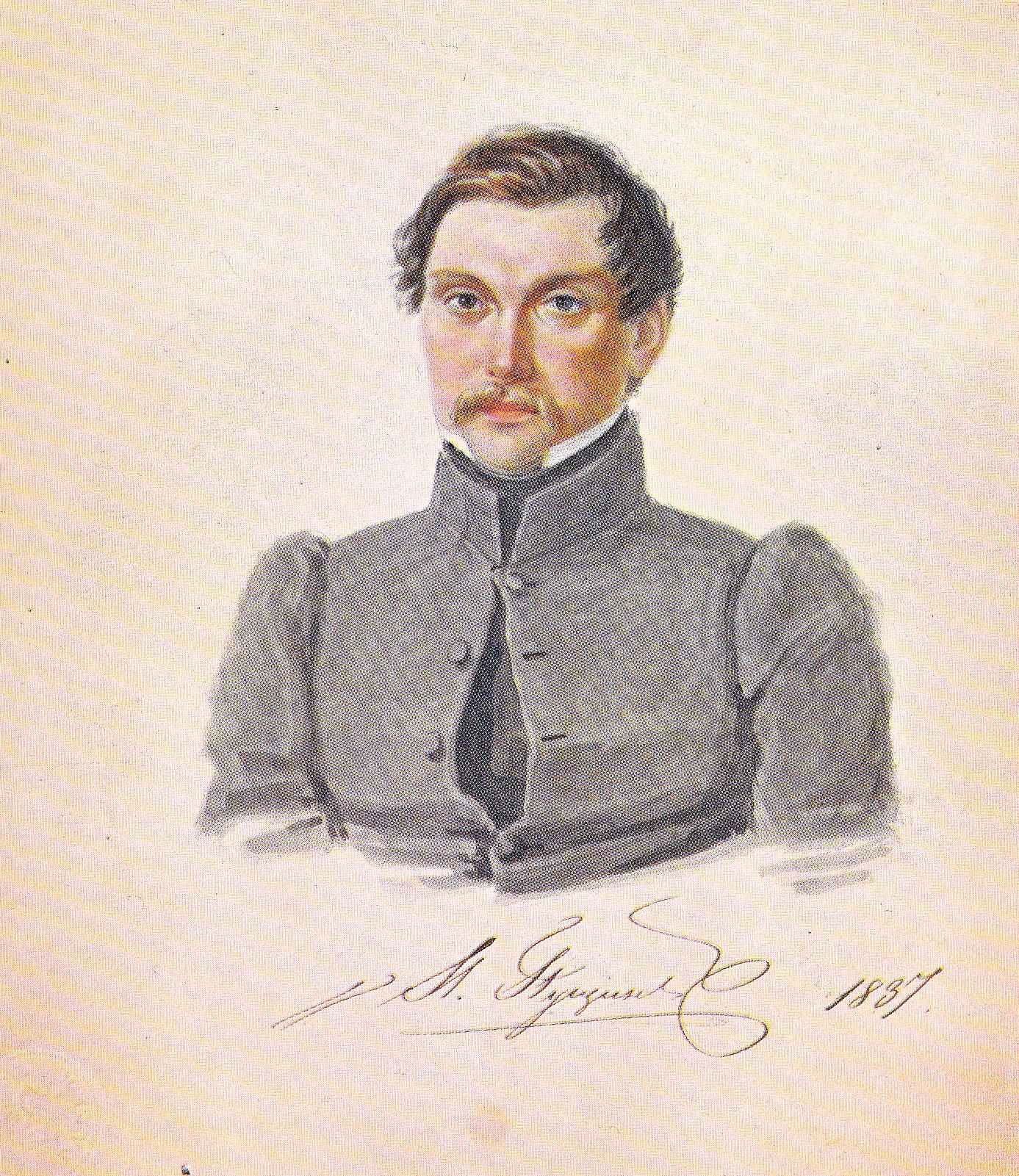
Пущин І. І. 1837 р. Акварель Бестужева М. О.Автограф Пущина

Пущин Іван Іванович (4 травня 1798 — 3 квітня 1859) — декабрист. Колезький асесор, суддя Московського надвірного суду.

## Біографія
Батько — Іван Петрович Пущин (1754 — 7 жовтня 1842), генерал-лейтенант, генерал-інтендант флоту, сенатор; мати — Олександра Михайлівна Рябініна (1771 — 19 червня 1841). За батьком в Осташковському повіті  Тверської губернії 20 душ, в  Бобруйському повіті  Мінської губернії 357 душ і будинок в Петербурзі на вулиці Мойка № 14. Виховувався в Царськосільському ліцеї (однокласник і близький друг О. С. Пушкіна). У службу вступив прапорщиком у лейб-гвардії Кінну артилерію — 29 жовтня 1817 року, підпоручик — 20 квітня 1820 року, поручик — 21 грудня 1822 року, звільнений від військової служби та призначений до статських справ — 26 січня 1823 року, вступив понадштатним членом Петербурзької кримінальної палати — 5 червня 1823 року, призначений суддею Московського надвірного суду — 13 грудня 1823 року, колезький асесор з 15 липня 1825 року.

## Декабрист

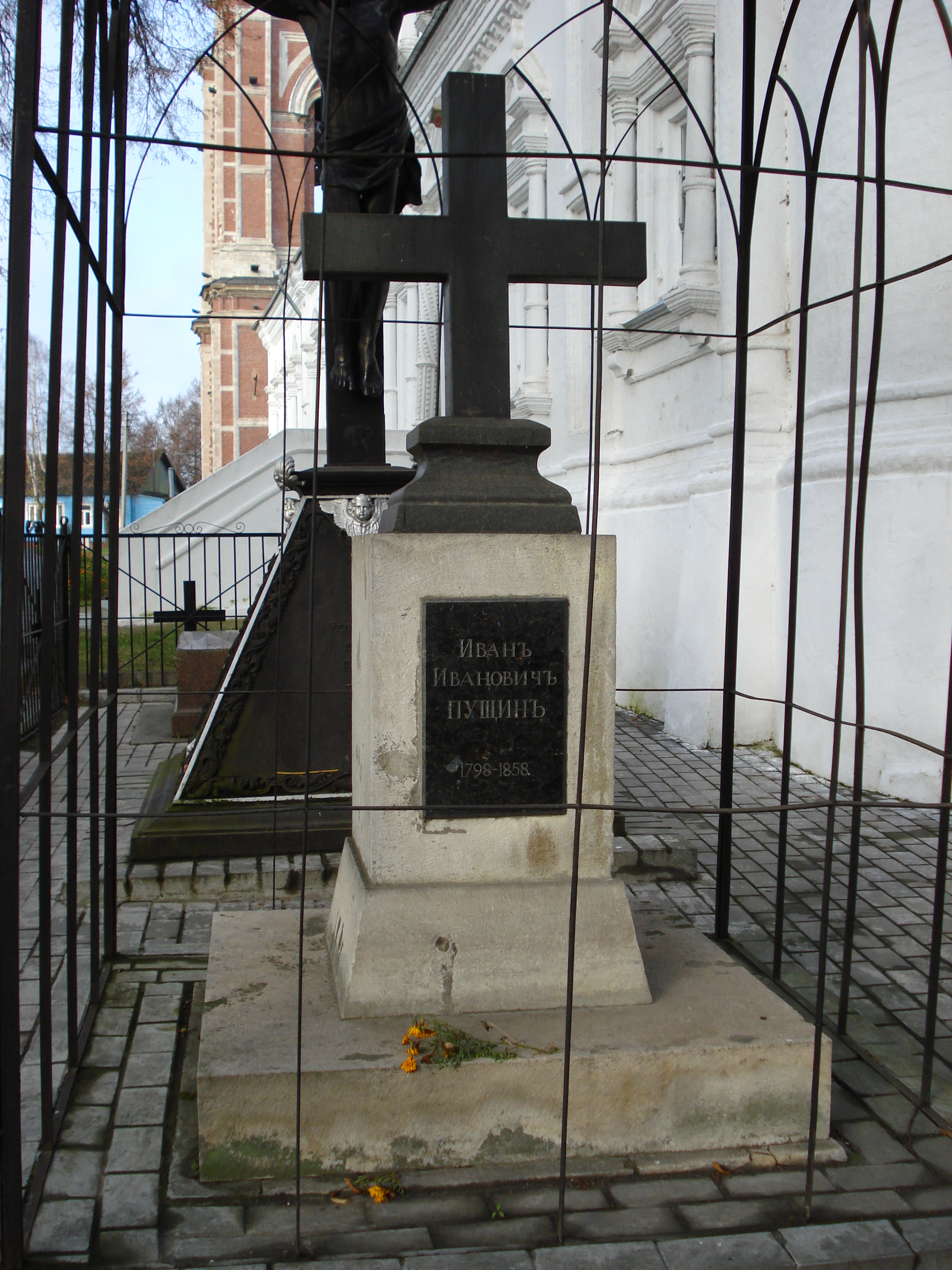
Пам'ятник на могилі Пущіна І. І. біля собору в Бронницях

Член переддекабристської організації «Священна артіль», Союзу спасіння (з літа 1817 року), Союзу благоденства і Північного товариства (член Корінний думи, голова Московської управи). Саме Пущин прийняв у таємне товариство Рилєєва. Учасник повстання на Сенатській площі у Петербурзі. До Петербурга приїхав за шість днів до 14 грудня 1825 року. Брав участь у нарадах з підготовки повстання. Серед декабристів Пущин займав особливі позиції: він був прихильником революційного повстання, але супротивником царевбивства, стояв за конституційне представницьке правління і за часткове звільнення селян, персонально — дворових людей. На Пущина було покладено обов'язок, у разі успіху повстання, примусити сенат опублікувати маніфест про новий спосіб правління. Він брав участь у розробці маніфесту. Під час повстання знаходився на Сенатській площі, заохочував солдатів до заколоту.
Заарештований 16 грудня 1825 року. 17 грудня 1825 року ув'язнений у  Петропавловську фортецю. Засуджений за I розрядом до каторжних робіт довічно. 22 серпня 1826 року термін каторги скорочено до 20 років. Покарання відбував у Читинському острозі та  Петровському заводі. За указом 10 липня 1839 року звернений на поселення в Туринськ Тобольської губернії, прибув до Туринська 17 жовтня 1839 року, дозволений переїзд у Ялуторовськ — 5 липня 1842 року. Ще у Туринську Пущин займався сільським господарством. У Ялуторовську він теж отримав ділянку землі, завів двох корів і коня, вирощував у себе на городі дині і кавуни, ретельно доглядаючи за ними. Він цікавився кліматом і станом землеробства в повіті.
Позашлюбні діти на засланні:
- Анна (1842-1863)[8], в шлюбі (з 1860) Палібіна;
- Іван (1849-1923).

Займався Пущин і перекладами праць знаменитих вчених Блеза Паскаля і Бенджаміна Франкліна, вивчав економіку Сибіру, допомагав налагоджувати роботу перших народних шкіл у місті. Він організував всесибірськую касу взаємодопомоги (артель), що зіграла велику роль у матеріальному забезпеченні засланців декабристів.
Після амністії 26 серпня 1856 року повернувся до Європейської Росії, дозволено приїхати до Петербурга для побачення з сестрою Є. І. Набокової. Виїхав з Ялуторовська — 18 грудня 1856 року.
22 травня 1857 року Пущин одружився з Наталією Дмитрівною Апухтиною, вдовою декабриста Михайла Олександровича Фонвізіна.
Жив у маєтку дружини Мар'їно Бронницького повіту Московської губернії. Помер у Мар'їно, похований у Бронницях у стін міського собору біля могили декабриста М. О. Фонвізіна.

## Літературна спадщина
Іван Іванович Пущин — близький друг О. С. Пушкіна, автор мемуарів про нього.
Пушкін у 1826 році написав Пущину послання, сповнене надзвичайної теплоти, яке він отримав у Читі тільки через два роки, «Мій перший друг…» Послання привезла в Читинський острог Муравйова О. Г., дружина декабриста Муравйова.
Мой первый друг, мой друг бесценный,
И я судьбу благословил,
Когда мой двор уединенный,
Печальным снегом занесенный,
Твой колокольчик огласил;
Молю святое провиденье:
Да голос мой душе твоей
Дарует то же утешенье,
Да озарит он заточенье
Лучом лицейских ясных дней!
В останній раз згадує про нього великий поет в 1827 році, у вірші «19 жовтня».
Від Пущина залишилися і «Листи з Ялуторовська» (1845) до Енгельгардта, директора Царськосільського ліцею, які містять інформацію про його життя у Сибіру, про товаришів, про сам Ялуторовськ і його жителів.